# Martin Rosswog
Martin Rosswog (* 31. Mai 1950 in Bergisch Gladbach) ist ein deutscher Fotograf.

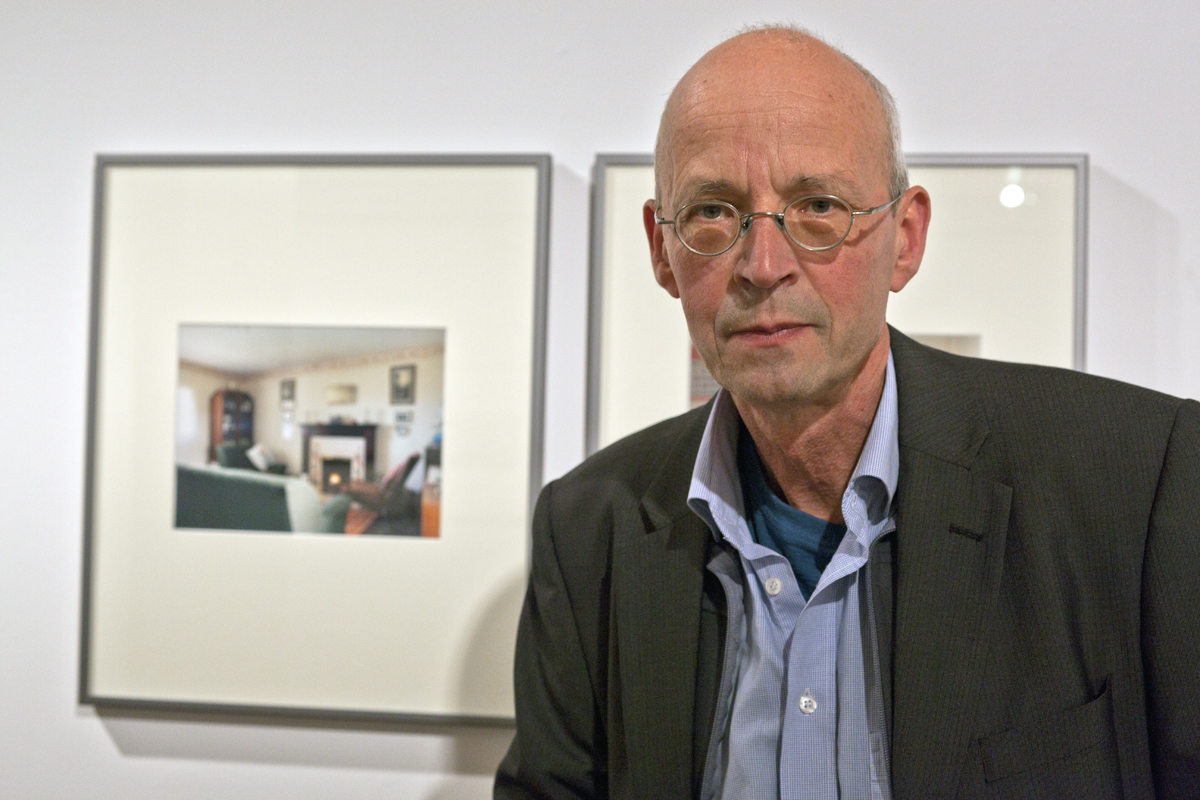
Martin Rosswog im Landesmuseum Bonn, 18. Oktober 2011

## Leben
Nach einem Studium der Sozialpädagogik während der ersten Hälfte der 1970er Jahre arbeitete er von 1977 bis 1981 freiberuflich als Medienpädagoge und Fotograf. Rosswog war vornehmlich in der Jugend- und Erwachsenenbildung tätig und leitete Foto- und Videogruppen. Nach dem Studium der Supervision von 1980 bis 1982 in Kassel nahm Rosswog 1982 an der Kunstakademie Düsseldorf das Studium der Fotografie (Studiengang freie Kunst) auf. Nach dem Grundstudium besuchte er ab 1983 die Klasse von Bernd Becher. 1987 schloss er das Studium als Meisterschüler von Bernd Becher ab. Martin Rosswog gehört damit zur sogenannten Becher-Schule, die in der zweiten Hälfte des 20. Jahrhunderts zur profiliertesten Gruppe deutscher Fotografen gehört.
Martin Rosswog lebt und arbeitet in Lindlar.

## Werk
In den 1980er und 1990er Jahren schuf Martin Rosswog eine umfangreiche Gruppe von fotografischen Porträts, die, ausgehend von der Systematik August Sanders, Zeitgenossen darstellt. Angeregt durch Bernd Becher porträtierte er gegen Ende seines Studiums in Text und Bild ehemalige Bergleute der stillgelegten Schachtanlage Zeche Zollern II/IV. Martin Rosswog folgte auch danach der dokumentarischen Praxis seiner Lehrer Bernd und Hilla Becher.
Von 1989 an begann Martin Rosswog ein groß angelegtes dokumentarisches Werk zu Interieurs traditioneller europäischer Wohngebäude auf dem Lande. Rosswog fotografiert systematisch in vielen Ländern, unter anderem in Irland, Großbritannien, Russland, Finnland, Rumänien und Ungarn. Mit diesen Fotografien erschließen sich überlieferte Wohnformen, die einen Eindruck von vorindustriellem Leben und Wohnen auf dem Lande sowie deren gegenwärtige Fortentwicklung angesichts von gesellschaftlichen Veränderungen vermitteln. Gleichzeitig sind so Dokumente von mittlerweile verschwundenen Inneneinrichtungen und Raumausstattungen entstanden. Rosswog fotografiert schwarz-weiß und in Farbe. Er setzt fast ausschließlich Großformat-Kameras bei vorhandenem Licht ein. Dadurch vermeidet er durch Kunstlicht entstehende Verfremdungen und unterstreicht den dokumentarischen Charakter seines Werks, das der sozialdokumentarischen Fotografie zugerechnet werden kann.
Neben diesen in mehreren Veröffentlichungen wiedergegebenen Arbeiten fotografiert Martin Rosswog Außenansichten und Umfeld der von ihm fotografierten Innenräume. Z. B. fotografierte er in den Jahren 2003 und 2004 im rumänischen Siebenbürgen die durch den Wegzug der Siebenbürger Sachsen eingetretenen Veränderungen in dem Dorf Vurpar (Burgberg).

## Ausstellungen
- 1990 Oberbergisches Museum Schloss Homburg, Nümbrecht
- 1994 Galerie Edgar Faure, Paris
- 1996 Magyar Mezögazdasági Múzeum, Budapest
- 1998 Kunstverein Hof, Hof/Bayern
- 2000 Städtische Galerie, Plovdiv, Bulgarien
- 2002 Donauschwäbisches Zentralmuseum Ulm
- 2005 Retrospektive. Rheinisches Landesmuseum Bonn
- 2006 Museum Brukenthal, Sibiu, Rumänien
- 2008 Technologie- und Tagungszentrum Marburg
- 2009 Ostslowakische Galerie, Kosice, Slowakei
- 2011 Rheinisches Landesmuseum Bonn, Deutschland
- 2015 Photographische Sammlung der SK Stiftung Kultur – Entlang Europa
- 2020 in der Reihe Ortstermin: “Es wird einmal gewesen sein” Jutta Dunkel – Martin Rosswog, Villa Zanders

## Veröffentlichungen
- 1985 Rückblende – Befragung einer Generation, Köln
- 1989 Menschenbilder, Köln
- 1994 Schichtaufnahmen, Erinnerungen an die Zeche Zollern II/IV, Essen
- 1996 Ländliche Innenräume, München
- 1996 Asylbilder, Köln
- 2001 Inside Houses. Rural Homes in Europe / Ländliches Wohnen in Europa. Fotografien und Text von Martin Rosswog, mit einer Einleitung von Andreas Graf. Köln: Könemann 2001, ISBN 3-8290-5914-0
- 2002 Hausgeschichten, Heidelberg
- 2005 Heritage, München
- 2005 Schultenhöfe, München
- 2009 Menschen an der Memel, mit einem Text von Ulla Lachauer
- 2015 „Martin Rosswog – Milton, South Uist, Scotland“, München